# Filtro Sallen-Key
Il filtro Sallen Key è un tipo di filtro attivo, noto e diffuso grazie alla sua semplicità. Il circuito fornisce una risposta a 2 poli (-40 dB/decade) di tipo filtro passa-basso, filtro passa-alto o filtro passa-banda tramite due resistenze, due condensatori ed un inseguitore di tensione. Filtri di ordine superiore si ottengono mettendo vari stadi in cascata. Questa topologia di filtro è spesso denominata nel mondo anglofono voltage controlled voltage source (VCVS) filter. Fu introdotta da R.P. Sallen e E. L. Key del laboratorio Lincoln del MIT nel 1955.
Nonostante i filtri mostrati qui abbiano un guadagno di banda passante di 1 (o 0 dB), non tutti i filtri Sallen-Key hanno guadagno unitario.  Resistenze aggiuntive possono essere connesse all'amplificatore operazionale ottenendo un amplificatore non-invertente con guadagno maggiore di 1. I filtri Sallen-Key sono poco sensibili alle tolleranze dei componenti, nonostante siano necessari valori estremi per avere un fattore di merito alto o un guadagno alto.

## Configurazione passa basso
Esempio di filtro passa basso a guadagno unitario:
Un amplificatore operazionale è usato come amplificatore separatore, nonostante un amplificatore ad emettitore comune sia adeguato. In genere, frequenza di taglio e fattore Q seguono queste equazioni:
{\displaystyle F_{c}={\frac {1}{2\pi {\sqrt {R_{1}R_{2}C_{1}C_{2}}}}}}
{\displaystyle Q={\frac {\sqrt {R_{1}R_{2}C_{1}C_{2}}}{C_{2}(R_{1}+R_{2})}}}
Rapporto tra {\displaystyle C_{1}} e {\displaystyle C_{2}} è {\displaystyle n} ed il rapporto tra {\displaystyle R_{1}} ed {\displaystyle R_{2}} è {\displaystyle m}, quindi:
{\displaystyle R_{1}=mR,\quad R=R_{2},\quad C_{1}=nC,\quad C=C_{2}}
{\displaystyle F_{c}={\frac {1}{2\pi RC{\sqrt {mn}}}}},  {\displaystyle Q={\frac {\sqrt {mn}}{m+1}}}
Così, per esempio, il circuito mostrato ha Fc = 15.9 kHz e Q = 0.5.
La sua funzione di trasferimento è:
{\displaystyle H(s)={\frac {1}{1+C_{2}(R_{1}+R_{2})s+C_{1}C_{2}R_{1}R_{2}s^{2}}}}
{\displaystyle H(s)={\frac {1}{1+RC(m+1)s+mnR^{2}C^{2}s^{2}}}}

## Configurazione passa alto
Ecco un filtro con Fc = 72 Hz e Q = 0.5.
Le sue equazioni sono:
{\displaystyle F_{c}={\frac {1}{2\pi {\sqrt {R_{1}R_{2}C_{1}C_{2}}}}}}
(come prima), e
{\displaystyle Q={\frac {R_{2}C_{x}}{\sqrt {R_{1}R_{2}C_{1}C_{2}}}}}
dove
{\displaystyle C_{x}={\frac {C_{1}C_{2}}{C_{1}+C_{2}}}}
Volendolo notare da un punto di vista topologico vedremo un condensatord(il C1) in serie ad un'induttanza (il gyrator) costituito da (C2 R1 R2 ed amplificatore) con una resistenza serie di valore R2 una resistenza parallelo di valore R1 ed L = R1 R2 C

## Configurazione passa banda
Un amplificatore operazionale è usato come inseguitore di tensione. La frequenza di picco è:
{\displaystyle F_{c}={\frac {1}{2\pi }}{\sqrt {\frac {R_{f}+R_{1}}{C_{1}C_{2}R_{1}R_{2}R_{f}}}}}
Il partitore di tensione nell'anello di feedback positivo controlla il guadagno. Il "guadagno interno" G è:
{\displaystyle G=1+{\frac {R_{b}}{R_{a}}}}
mentre il guadagno di amplificatore alla frequenza di picco è dato da:
{\displaystyle A={\frac {G}{3-G}}}
come si vede il guadagno G deve restare inferiore a 3 per evitare oscillazioni. il punto ottimale è  {\displaystyle R_{2}=2R_{1}} e {\displaystyle C_{1}=C_{2}}.

## Modalità di dimensionamento Filtro Sallen-Key
Considerando un filtro biquadratico generico alla Sallen-Key del tipo in figura, è possibile derivare una formula generica della funzione di trasferimento del filtro. 
Valutando la tensione sul nodo invertente dell'amplificatore operazionale, si ottiene:
{\displaystyle V^{-}=V_{out}{\frac {Ra}{Ra+rb}}={\frac {1}{Av}}V_{out}=kV_{out}} (1)
Applicando la LKC al nodo compreso tra le ammettenze Y1 e Y2, denominato momentaneamente nodo A:
{\displaystyle (V_{a}-V_{i})Y_{1}+(V_{a}-kV_{o})Y_{2}+(V_{a}-V_{o})Y_{3}=0\longrightarrow V_{a}(Y_{1}+Y_{2}+Y_{3})=V_{i}Y_{1}+kV_{o}Y_{2}+V_{o}Y_{3}}    (2)
e considerando che:
{\displaystyle kV_{o}(Y_{2}+Y_{4})=V_{a}Y_{2}\longrightarrow V_{a}=kV_{o}{\frac {Y_{2}+Y_{4}}{Y_{2}}}}(3)
Sostituendo la definizione di Va, ottenuta mediante l'eq. (3), nell'equazione (2), si ottiene a seguito di manipolazioni algebriche:
{\displaystyle H(s)={\frac {V_{out}}{V_{in}}}={\frac {Y_{1}Y_{2}}{k(Y_{2}+Y_{4})(Y_{1}+Y_{2}+Y_{3})-Y_{2}(Y_{3}+KY_{2})}}} (4)
Tale formula risulta essere la più generale possibile. Da tale formula è infatti possibile derivare un filtro Sallen-Key passa basso, nonché uno passa alto, facendo uso di un'opportuna scelta delle componenti.

### Filtro Sallen-Key Passa-Basso
Facendo riferimento all'eq. (4), è possibile dimensionare un filtro Sallen-Key passa basso ponendo:
{\displaystyle Y_{1}=G_{1};Y_{2}=G_{2};Y_{3}=sC_{3};Y_{4}=sC_{4}}(5)
ovvero sostituendo le ammettenze Y1 e Y2 con resistori e le ammettenze Y3 e Y4 con condensatori. Sostituendo le imposizioni previste dalla (5) , in H(s), si ottiene:
{\displaystyle V_{out}={\frac {G_{1}G_{2}}{kC_{3}C_{4}(s^{2}+s({\frac {(G_{1}+G_{2})}{C_{3}}}+{\frac {G_{2}}{C_{4}}}{\frac {k-1}{k}})+{\frac {G_{1}G_{2}}{C_{3}C_{4}}})}}V_{in}}(6)
Ricordando la forma canonica per filtri biquad passa-basso:
{\displaystyle Vo={\frac {a_{0}}{s^{2}+{\frac {\omega _{0}}{Q}}s+\omega _{0}^{2}}}Vi}(7)
si ottiene per confronto:
{\displaystyle \omega _{0}^{2}={\frac {G_{1}G_{2}}{C_{3}C_{4}}}={\frac {1}{R_{1}R_{2}C_{3}C_{4}}}}(8)
{\displaystyle Q={\frac {\omega _{0}}{{\frac {G_{1}+G_{2}}{C_{3}}}+{\frac {(k-1)}{k}}{\frac {G_{2}}{C_{4}}}}}={\frac {\omega _{0}}{{\frac {G_{1}+G_{2}}{C_{3}}}+(1-Av){\frac {G_{2}}{C_{4}}}}}}(9)
È ora possibile procedere al dimensionamento mediante due possibili metodologie:
- Dimensionamento Equal Components
- Dimensionamento Unity Gain

#### Dimensionamento Equal Components
Per operare un dimensionamento equal components, bisogna porre:
{\displaystyle R_{1}=R_{2}=R;C_{3}=C_{4}=C}(10)
Considerando le imposizioni riportate dall'eq. (10), otterremo le due equazioni di progetto, dalle quali sarà possibile ottenere ω0 e Q (e quindi di conseguenza Av):
{\displaystyle \omega 0=={\frac {1}{RC}}}(11)
{\displaystyle Q={\frac {1}{RC}}{\frac {1}{{\frac {2}{RC}}+{\frac {1-Av}{RC}}}}={\frac {1}{3-Av}}}(12)
Per quanto riportato dall'eq. (12) non è possibile fornire un guadagno dell'amplificatore indipendentemente da Q. 

#### Dimensionamento Unity Gain
Per operare un dimensionamento unity gain, bisogna porre (anche circuitalmente, bufferizzando la retroazione):
{\displaystyle Av=1\longrightarrow k=1;R_{1}=R_{2}=R;} (13)
È possibile riscrivere le equazioni di progetto (8) e (9) come segue:
{\displaystyle \omega _{0}^{2}={\frac {1}{R^{2}C_{3}C_{4}}}}(8.a)
{\displaystyle Q=\omega _{0}{\frac {1}{\frac {2}{RC_{3}}}}}(9.a)
Ricaviamo C3 dalla (9.a):
{\displaystyle C_{3}={\frac {2Q}{\omega _{0}R}}} (14) 
e sostituiamo tale espressione all'interno della 8.a, isolandoci C4:
{\displaystyle C_{4}={\frac {1}{2Q\omega _{0}R}}}(15)
Considerando il rapporto tra C3 e C4, ottenute mediante le eq. (14) e (15) si ottiene che:
{\displaystyle C_{3}=4Q^{2}C_{4}}(16)
La (16) determina il valore delle capacità da utilizzare, una volta fissato il valore delle resistenze in gioco e il valore Q. È importante notare che, la (16) avvalora l'incapacità di un Sallen-Key nell'ottenere valori di Q particolarmente elevati. La dipendenza da Q al quadrato porta le capacità a valori molto distanti tra loro, spesso non realizzabili in pratica. Ad es., se Q=10 , C3=100C4.

### Filtro Sallen-Key Passa-Alto
Facendo riferimento all'eq. (4), è possibile dimensionare un filtro Sallen-Key passa alto ponendo:
{\displaystyle Y_{1}=sC_{1};Y_{2}=sC_{2};Y_{3}=G_{3};Y_{4}=G_{4}}(17)
ovvero sostituendo le ammettenze Y1 e Y2 con condensatori e le ammettenze Y3 e Y4 con resistori. Seguendo lo stesso iter previsto per il filtro passa-basso, mediante sostituzione delle imposizioni previste dalla (17) nell'eq. (4)
{\displaystyle H(s)={\frac {Vo}{Vi}}={\frac {Y1Y2}{k(Y2+Y4)(Y1+Y2+Y3)-Y2(Y3+kY2)}}} (4)
si ottiene per confronto con la forma canonica di un passa alto:
{\displaystyle \omega _{0}^{2}={\frac {1}{C_{1}C_{2}R_{3}R_{4}}}}(18)
{\displaystyle Q=\omega _{0}{\frac {1}{G_{4}{\frac {(C_{1}+C_{2})}{C_{1}C_{2}}}+(1-Av){\frac {G_{3}}{C_{1}}}}}}(19)

#### Dimensionamento Equal Components
Per operare un dimensionamento equal components, bisogna porre:
{\displaystyle C_{1}=C_{2}=C;R_{3}=R_{4}=R}(20)
Analogamente a quanto previsto per il passa basso, le equazioni di progetto rimangono inalterate, modificando esclusivamente la disposizione degli elementi passivi in un contesto circuitale:
È possibile ottenere ω0 e Q (e quindi di conseguenza Av):
{\displaystyle \omega _{0}={\frac {1}{RC}}}(21)  e  {\displaystyle Q={\frac {1}{3-Av}}}(22)

#### Dimensionamento Unity Gain
Per operare un dimensionamento unity gain, bisogna porre (anche circuitalmente, bufferizzando la retroazione):
{\displaystyle Av=1\longrightarrow k=1;C_{1}=C_{2}=C;} (23)
È possibile riscrivere le equazioni di progetto (8) e (9) come segue:
{\displaystyle \omega _{0}^{2}={\frac {1}{C^{2}R_{3}R_{4}}}}(8.b)
{\displaystyle Q={\frac {\omega _{0}}{\frac {2}{CR_{4}}}}}(9.b)
Ricaviamo R4 dalla (9.b):
{\displaystyle R_{4}={\frac {2Q}{\omega _{0}C}}} (24) 
e sostituiamo tale espressione all'interno della 8.b, isolandoci R3:
{\displaystyle R_{3}={\frac {1}{2Q\omega _{0}C}}}(25)
Considerando il rapporto tra R3 e R4, ottenute mediante le eq. (24) e (25) si ottiene che:
{\displaystyle R_{4}=4Q^{2}R_{3}}(26)